# Kabuntalan
Kabuntalan é um município de  quinta classe de renda municipal (d) na província Maguindanao do Norte, nas Filipinas. De acordo com o censo de 1 de maio  de  2020 possui uma população de 25 439 pessoas e 3 950 domicílios.